# Phaulotypus
Phaulotypus is een geslacht van rechtvleugeligen uit de familie Thericleidae. De wetenschappelijke naam van dit geslacht is voor het eerst geldig gepubliceerd in 1899 door Burr.

## Soorten
Het geslacht Phaulotypus omvat de volgende soorten:
- Phaulotypus dioscoridus Popov, 1957
- Phaulotypus granti Burr, 1899
- Phaulotypus insularis Burr, 1899
- Phaulotypus socotranus Popov, 1957